# Veljatyno

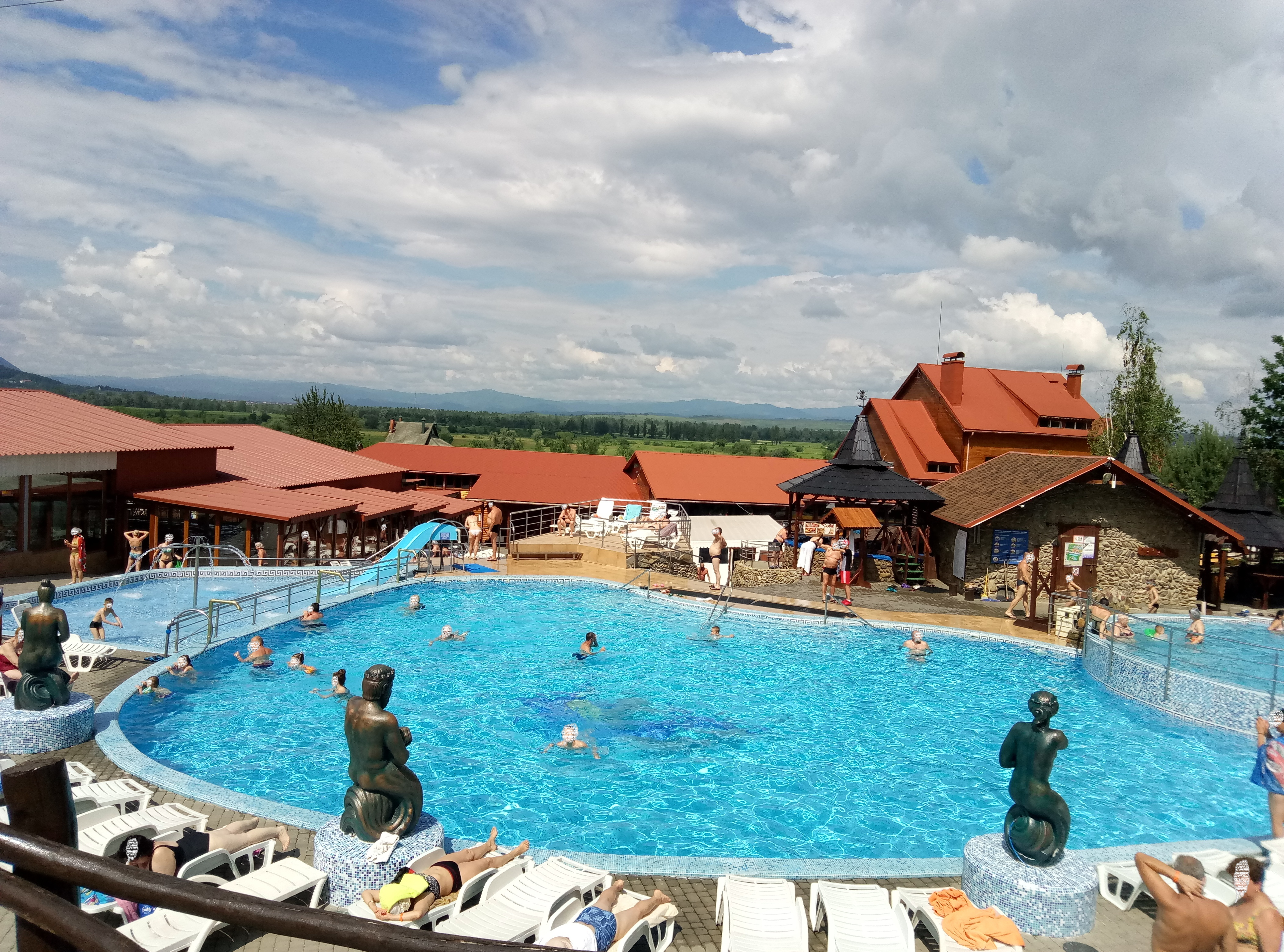
Veljatyno, lázně

Veljatyno, česky a slovensky také Velatyn nebo Velatín, ukrajinsky Велятино, do roku 2018 Велятин, maďarsky Veléte, je obec v jednotném územním společenství Vyškovská venkovská komunita, v okrese Chust v Zakarpatské oblasti Ukrajiny. V roce 2025 zde žilo 4576 obyvatel.

## Historie
První písemná zmínka pochází z roku 1576. Před uzavřením Trianonské smlouvy byla obec součástí Uherska. Poté byla součástí první československé republiky; byl zde obecní notariát. V roce 1921 zde stálo 644 domů a žilo zde 2677 obyvatel, z toho 7 Čechoslováků, 2252 Rusínů, 4 Maďaři a 414 Židů. Od roku 1945 byla obec součástí Ukrajinské sovětské socialistické republiky, která byla součástí SSSR, a nakonec od roku 1991 je součástí samostatné Ukrajiny.
V roce 1990 byly pod horou Oleksynec vybudovány termální lázně.